# Giám đốc Nghiên cứu UAP của NASA
Giám đốc Nghiên cứu Hiện tượng Dị thường Không xác định tại Cơ quan Hàng không và Vũ trụ Quốc gia (NASA) giám sát việc điều tra vật thể bay không xác định (UFO).

## Bối cảnh
Trưởng quản lý của NASA, Bill Nelson, đã công bố việc thành lập chức vụ này vào ngày 14 tháng 9 năm 2023. Chức vụ này được thành lập theo đề xuất của nhóm nghiên cứu độc lập UAP của NASA. Nelson tuyên bố rằng danh tính của người giữ chức vụ này sẽ được giữ bí mật để tránh bị quấy rối. Tuy nhiên, vài giờ sau, NASA thông báo rằng chức vụ này sẽ do Mark McInerney đảm nhiệm.
Nhu cầu nghiên cứu các hiện tượng dị thường chưa xác định bắt nguồn từ những lo ngại về an ninh quốc gia sau Thế chiến thứ hai, sự mở rộng của công nghệ đối đầu do hậu quả của cuộc chạy đua vào không gian và sự quan tâm ngày càng tăng từ cộng đồng quốc tế.